# Jorge Luis Campos
Jorge Luis Campos Velázquez (* 11. August 1970 in Asunción) ist ein ehemaliger paraguayischer Fußballspieler.

## Karriere

### Verein
Campos begann seine Karriere in der Jugend beim Club Olimpia und rückte zur Saison 1992/93 in dessen erste Mannschaft auf. Zur Saison 1997/98 wechselte er für eine Saison in die Volksrepublik China zu Beijing Guoan. 1997 wurde er hier zum Fußballer des Jahres gewählt. Anschließend folgte eine Saison in Mexiko beim CD Cruz Azul. Danach kehrte er in sein Heimatland zurück und schloss sich dort Cerro Porteño an.
In der Saison 2002/03 spielte er in Chile für den CD Universidad Católica und in der Saison 2003/04 für den Quilmes AC in Argentinien. Seine letzten beiden Karrierestationen waren wieder in Paraguay, wo er zunächst beim Club Libertad spielte. Für eine letzte Saison wechselte er zur Spielzeit 2007/08 noch einmal zu Club Nacional, wo er dann auch seine Karriere beendete.

### Nationalmannschaft
Sein Debüt für die paraguayische Nationalmannschaft gab er am 14. Mai 1995 bei einem 1:1-Freundschaftsspiel gegen Bolivien, als er im Spielverlauf für Héctor Martínez eingewechselt wurde. Sein erstes großes Turnier war im selben Jahr die Copa América 1995, bei der er mit seiner Mannschaft das Viertelfinale erreichte. Anschließend bekam er Einsätze in der Qualifikation für die Weltmeisterschaft 1998. Er war daraufhin im Kader bei der Endrunde und kam in zwei Gruppenspielen sowie dem Achtelfinale zum Einsatz.
Sein nächster Einsatz war dann erst wieder im Jahr 2000 bei der Qualifikation für die Weltmeisterschaft 2002. Anschließend war er im Kader bei der WM 2002 und wirkte in allen Gruppenspielen mit. Erneut schaffte er es mit seiner Mannschaft ins Viertelfinale. Danach folgten nur noch einige Freundschaftsspiele. Seine letzten Einsätze waren während der Qualifikation für die Weltmeisterschaft 2006, in der er am 31. März 2004 sein letztes Spiel bestritt.